# Battaglia di Leitzersdorf
La battaglia di Leitzersdorf fu una battaglia combattuta tra Sacro Romano Impero e Regno d'Ungheria nel 1484. Alimentata dai primi conflitti di Mattia Corvino e Federico III del Sacro Romano Impero, la battaglia marcò la fine dei preparativi anti-ottomani e l'inizio della guerra santa. Fu l'unica battaglia della guerra austro-ungherese a svolgersi in campo aperto.

## Antefatto
Sin dal positivo assedio di Hainburg nell'ottobre del 1482 la regina Beatrice di Napoli lavorò per restaurare la pace. Nel 1482 ella inviò il prevosto di Bratislava, Georg Schönberg, Johann Hessler, il decano di Friesach e Gerhard Peuscheren, locum tenens di Fresach, a mediare con Johann Beckensloer arcivescovo di Vienna e consigliere dell'imperatore. L'intenzione della regina era che Beckensloer potesse avere più influenza come pacificatore che un ufficiale imperiale. L'arcivescovo venne allettato dall'idea di potersi far carico di riportare Salisburgo pienamente nelle mani austriache e nel contempo di risolvere un conflitto epocale, dal momento che per quanto l'imperatore avesse chiesto più volte la restituzione dei territori occupati dagli ungheresi questo avvenne solo alla morte di Mattia.
L'anno successivo, la guerra riprese malgrado i negoziati dal momento che le due parti non riuscirono a raggiungere un accordo. Nel gennaio del 1483 Kőszeg venne catturata e nell'aprile anche Klosterneuburg cadde e costanti saccheggi minarono a indebolire il nemico.
Mattia per concentrare le sue forze contro l'imperatore nel gennaio del 1483 inviò degli agenti alla Sublime porta per dare inizio ai negoziati e concordare un cessate il fuoco, che ebbero esito positivo. La sua prima azione fu quella di informare di questa pace i principi del Sacro Romano Impero, dicendo loro inoltre di non essere più disposto a difendere la cristianità se avesse dovuto farlo da solo.

## Premessa

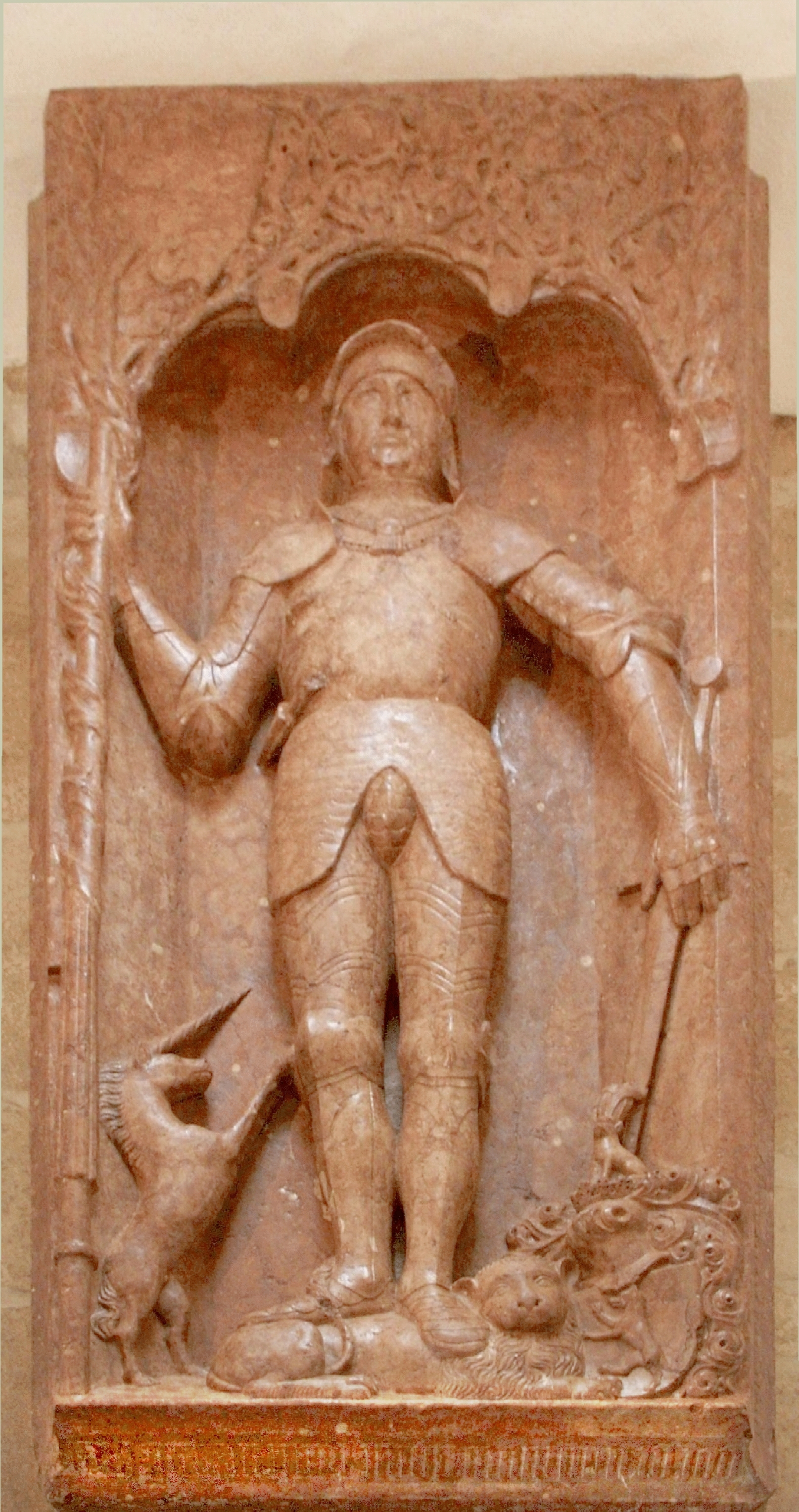
Hanns von Wulfestorff

Gli ungheresi attaccarono la Bassa Austria da tre direzioni. István Dávidházy marciò su Bruck an der Leitha e la assediò. Il 24 febbraio la città si arrese ed il 12 marzo il castello venne conquistato anch'esso. La seconda ondata venne diretta dal capitano Tobias von Boskowitz und Černahora che raggiunse Krems e Stein ed attese poi presso l'isola sul fiume locale. La terza armata era guidata da Péter Geréb ed invase il Ducato di Stiria ed il Ducato di Carinzia per bloccare le forze imperiali ed impedire la loro riunione. Nel frattempo, Mattia occupò Kahlenberg nell'aprile di quell'anno e Dávidházy iniziò ad accerchiare Korneuburg. L'imperatore decise di riprendere la città e tentò di creare una flotta di dodici navi di rifornimenti da inviare verso la città per spingerla a resistere. Il capitano del forte, Burghard Kienberger, riuscì a resistere sino all'arrivo dei rinforzi. Informato dell'avanzata degli austriaci, Dávidházi optò per uno scontro preventivo nei pressi della vicina Stockerau.

## La battaglia
Durante le prime fasi della battaglia, la cavalleria imperiale ottenne un certo vantaggio e fece retrocedere l'Armata Nera. Le truppe imperiali occuparono e poi abbandonarono il campo ungherese, saccheggiandolo. Vedendo la possibilità di raggrupparsi, Dávidházy pianificò un contrattacco e batté gli imperiali. La cavalleria pesante ungherese attaccò l'ala imperiale per un'ora, ma collassò e dovette poi lasciare il campo di battaglia. Dopo che Dávidházi fu ritornato all'assedio di Korneuburg venne colpito da un proiettile e morì poco dopo. Mattia prese il controllo della carica di cavalleria e la battaglia fu vinta dagli ungheresi.

## Conseguenze
La città di Korneuburg si arrese il 1º dicembre dopo che Mattia ottenne altri 12 000 uomini dalla Slesia. Il ritiro dell'esercito imperiale fu l'unica scelta per dividere le forze sulle fortezze rimanenti e perlomeno rallentare l'avanzata di Mattia, non essendo in posizione tale da prendere iniziative sul campo. Il resto della Bassa Austria venne annesso l'anno successivo e Federico dovette siglare una pace con Mattia permettendogli di mantenere le proprie conquiste. Il conflitto ad ogni modo aggravò le relazioni tra le due parti. Mentre gran parte delle sue armate erano d'istanza nella regione nord-ovest dell'Ungheria, Mattia non fu in grado di impedire agli ottomani di entrare in Bessarabia e poi persino in Ungheria in quello stesso anno.